# Kuwait
Kuwait (također Al-Kuwait, Al Kuwayt, Al Kuwait) je glavni grad države Kuvajt smješten na sjeverozapadnoj obali Perzijskog zaljeva. 
Oko stare gradske jezgre, nastale u drugoj polovici 18. stoljeća iz ribarskoga naselja, izgrađene su moderne četvrti. Snažan razvoj Kuwaita bilježi se osobito nakon 1946., kad je započelo iskorištavanje bogatih okolnih naftonosnih polja. Kulturno je središte sa sveučilištem iz 1966. godine.
Uz petrokemijsku industriju razvile su se metaloprerađivačka i prehrambena industrija; proizvodnja građevinskog materijala, prerada kože. Tu su termoelektrane i uređaji za desalinizaciju morske vode. Cestovna raskrsnica prema Al-Ahmadiju, Mina al-Ahmadiju (luci) i Basri (Irak). Kuwait ima međunarodnu zračnu luku. Suvremena cesta od Kuwaita do Mina al-Ahmadija ide duž obale.
Ima 32.500 stanovnika dok u metropolitantskom području ima oko 2.350.000 stanovnika.

## Gradovi prijatelji
- Sarajevo, Bosna i Hercegovina
- Cannes, Francuska
- Pariz, Francuska
- Milano, Italija
- Rim, Italija
- Tokio, Japan
- Toronto, Kanada
- Beirut, Libanon
- Monako
- Frankfurt, Njemačka
- Beverly Hills, SAD
- Los Angeles Kalifornija, SAD
- Malibu, SAD
- Marbella Andaluzija, Španjolska
- Istanbul, Turska
- London, UK

## Šport
- Nogometni klub Al-Arabi Kuwait.